# グローバルコモンズと気候変動に関するメルカトル研究所
グローバルコモンズと気候変動に関するメルカトル研究所 (英語: Mercator Research Institute on Global Commons and Climate Change、略称: MCC) は、ドイツのベルリンを拠点とする研究所。大気や海洋などの「グローバルコモンズ」（地球規模で人類が共有している資産）がどのように使用され、多くの人々によって共有され、保護されているか調査をし、対話を促進することを研究する。 研究所の主なテーマは経済成長と持続可能な開発および気候保護との両立。

## 組織
ベルリンを拠点とするこの研究所は、2012年にStiftung Mercatorとポツダム気候影響研究所（PIK）によって設立された。
研究チームは、経済学と社会科学の学際的な研究者のグループで構成されている。気候経済学者オットマー・エデンホーファーが監督。MCCは現在約50人のスタッフを雇用している。2015年、MCCは気候化学において世界で2番目に優れたシンクタンクに指定されている。